# 国際競技空手協会
ISKA・インターナショナルスポーツキックボクシング・カラテ協会（International Sport Kick Boxing & Karate Association / ISKA）は、キックボクシングと総合格闘技の王座認定団体。
ローキックを認めないフルコンタクト・キックボクシング、日本のキックボクシングスタイル、国際ルールのムエタイ等 他、ベラトールやグローリー、世界の各主催者団体よりタイトル認定・ルールレギュレーション等を依頼されるの、統括認定団体である。
本部はアメリカ合衆国フロリダ州にある。
設置階級は男子18階級、女子12階級。 フルコンタクト(ローキック無し)、フリースタイル(ヒジとヒザ蹴り無し、キックとパンチでの攻撃のみのキックボクシング)、オリエンタル(ヒジのみ無しのキックボクシング)、ムエタイ(ヒジ打ちあり)、k1(ヒジ打ち無しで、ヒザ蹴りはクリンチなしでの1打撃のみ)の5種類。
他、ベラトール等の総合格闘技の認定、ルール統括を任されている。
ルールが5種類あるのは、ヒジ打ち、ヒザ蹴り、身体を蹴るなどが 世界各国で法的に認められない国があり、それへ対応した国法の元での公式試合ルールで行われる為である。
アマチュア部門では、世界アマチュアキックボクシング大会やアメリカ式の空手の大会（USオープン大会、ヨーロッパ大会、世界選手権も含む）も定期的に開催している。
ISKA日本事務局は、2023年12月10日に愛知県 豊橋市 豊橋市武道館にて日本で初のISKAアマチュアスポーツキックボクシング大会開催への認定と審判団(レフェリー、ジャッジ)の派遣をおこなった。
主催は、愛知県豊橋市で2つの道場を主宰しているKI-Xファイトアカデミー 健明館 代表の河邉健司が主催した。
一般にはISKA（アイ エス ケイ エイ）と呼称されている。 英語圏では、イスカと呼称される事もある。

## 歴史

### 設立
ISKA（インターナショナルキックボクシング・カラテ協会）は、1986年7月16日にアメリカで活動をしていたプロ空手協会（PKA）の元幹部や大手プロモーター、当時盛んだった全米ケーブルテレビ局によって企画設立された競技認定統括団体である。
同年10月9日にはヨーロッパ統括本部が設立された。現代表は、ポール・ヘネシー(英国)が務めている。
2023年12月末現在では、世界49ヶ国での加盟・認定公式支部長達がいる。

### ISKA日本事務局、ISKAジャパンの設立・任命
2009年11月にK-1を創始した石井和義の実弟である石井俊治が「ISKAジャパン」の代表に任命された。
2015年10月1日に加藤勉がISKA日本代表に就任（2017年5月退任）。
2017年5月14日より現代表の中崎寿光(Nakazaki Toshimitsu)が3代目 日本総代表に就任し現在に至っている。
2023年4月1日に、ISKA日本支局のプロ部門、アマチュア部門等 全てのルール統括部長として 河邉 健司(Kobe Kenji) が就任した。
2023年10月10月22日には、ドイツ・ミュンヘンにて日本史上で初めてISKA公式レフェリーテスト 筆記、実技テスト共に合格した。
そして、河邉 健司(Kobe Kenji) がISKA USA総本部 並びにISKAヨーロッパ本部よりISKA日本国での公式 S級 レフェリーとして任命された。
2024年11月20日に、ISKA日本支部局のアマチュア部門の代表として、河邉健二 (Kenji Kobe)が任命された。

### 階級変更
2013年9月1日よりPoundポンドだてから、Kgキログラムだてに変更された。
階級と詳細は、https://www.iskaworldhq.com/　を参照。

## 公式ルール

### 比較表
| ルール名       | 部位                                                                                      | 部位                                                                 |
| ルール名       | 上半身                                                                                    | 下半身                                                               |
| -------------- | ----------------------------------------------------------------------------------------- | -------------------------------------------------------------------- |
| フルコンタクト | 後頭部・頸椎・脊椎を除く.腰ベルトラインより上部身体に対してのみ蹴り、パンチでの打撃が有効 | 禁止                                                                 |
| フリースタイル | 後頭部・頸椎・脊椎を除く：ヒジ打ち、ヒザ蹴りは無効                                        | 左記の反則技を除く、全ての蹴り技、パンチでの打撃が有効               |
| オリエンタル   | 後頭部・頸椎・脊椎を除く：ヒジ打ち無効                                                    | 左記の反則技を除く、全てのパンチ、蹴り技、クリンチからの膝打撃が有効 |
| ムエタイ       | 後頭部・頸椎・脊椎を除く：ヒジ打ち、ヒザ蹴りは有効                                        | 左記の反則技を除く、全ての蹴り技が有効                               |
| K-1            | 後頭部・頸椎・脊椎を除く：ヒジ打ち無効、ヒザ蹴りは腕などでのクリンチの無いヒザ打撃は有効  | 左記の反則技を除く、全ての蹴り技が有効                               |

| ルール名       | 攻撃方法 | 攻撃方法 | 攻撃方法 | 攻撃方法 | 備考 |
| ルール名       | 裏拳     | 肘打     | 足払い   | 膝蹴り   | 備考 |
| -------------- | -------- | -------- | -------- | -------- | --- |
| フルコンタクト | ○        | ☓        | ×        | ☓        | 70年代にポイント制の空手競技にボクシングを追加した形でアメリカで誕生したルール。現在のアメリカでは消滅、世界的にもロシア、北欧、フランス等で僅かに生存しているルールである。 |
| フリースタイル | ○        | ☓        | ○        | ☓        | このルールもフルコンタクトルール、オリエンタルルール、ムエタイルール、k1ルール同様に、ルール内の全ての打撃技を同評価。 |
| オリエンタル   | ○        | ☓        | ○        | ○        | このルールもフルコンタクトルール、フリースタイルルール、ムエタイルール、k1ルール同様に、ルール内の全ての打撃技を同評価。 |
| ムエタイ       | ○        | ○        | ○        | ○        | このルールもフルコンタクトルール、フリースタイルルール、オリエンタルルール、k1ルール同様に、ルール内の全ての打撃技を同評価。 蹴り技は、可能な限りスネで防御すること。 蹴りを腕で防御しただけでは、ポイントは攻撃者のポイントとなる(腕で防御したのではなく、腕に蹴りを当てられたと解釈。） |
| K-1            | ○        | ☓        | ○        | ○        | このルールもフルコンタクトルール、フリースタイルルール、ムエタイルール、オリエンタルルール同様に、ルール内の全ての打撃技を同評価。 |

| ルール名       | ラウンド時間 | ラウンド数                  | インターバル |
| -------------- | ------------ | --------------------------- | ------------ |
| フルコンタクト | 2分          | 最長12R。 7・9・10Rでも可。 | 1分          |
| フリースタイル | 3分          | 5R                          | 1分          |
| オリエンタル   | 3分          | 5R                          | 1分          |
| ムエタイ       | 3分          | 5R                          | 1分          |
| K-1            | 3分          | 5R                          | 1分          |

| ルール名       | 服装                   | 防具          | 防具              | 防具                | 防具                        | 防具           | 防具   | 防具          | 防具                |
| ルール名       | 服装                   | マウス ピース | バンテージ （拳） | ボクシング グローブ | チェストガード （女性のみ） | ファールカップ | 脛当て | フット パッド | バンテージ （脚部） |
| -------------- | ---------------------- | ------------- | ----------------- | ------------------- | --------------------------- | -------------- | ------ | ------------- | ------------------- |
| フルコンタクト | 長ズボン               | ○             | ○                 | ○                   | ○                           | ○              | o      | ○             | ○                   |
| フリースタイル | キックボクシングパンツ | ○             | ○                 | ○                   | ○                           | ○              | ☓      | ☓             | ○                   |
| オリエンタル   | キックボクシングパンツ | ○             | ○                 | ○                   | ○                           | ○              | ☓      | ☓             | ○                   |
| ムエタイ       | キックボクシングパンツ | ○             | ○                 | ○                   | ○                           | ○              | ☓      | ☓             | ○                   |
| K-1            | キックボクシングパンツ | ○             | ○                 | ○                   | ○                           | ○              | ☓      | ☓             | ○                   |

### フルコンタクトルール
パンチ、蹴りはベルトラインより上（ローキック禁止）。　足には足パッドとニーガードを着用する。
国法、州法があるアメリカ全土。ロシア、北欧、フランスなどでの認定試合、テレビ放送が大変盛んである。
代表的、有名な歴代王座保持者は、アーネスト・ホースト、リック・ルーファス。

### フリースタイルルール
ローキックは、全ての部位へ打撃可能。　膝や足部位へのパッド等の着用は禁止。キックパンツの着用が義務。足払い等も全て有効。
世界戦は男子が3分×5ラウンド、女子が2分×5ラウンドで行われる。
1990年代の代表的な王座保持者は、スタン”ザマン”ロンギニディス、モーリス・スミス、デニス・アレクシオ。
日本では、2016年11月27日 沖縄・ミュージックタウン音市場「TENKAICHI 83」大会にて行われた ISKA世界ライトミドル級タイトルマッチ 3分5R戦にて、防衛王者ウィルフレッド・マーティン(フランス)へ挑戦した廣虎 (ひろと/ワイルドシーサー沖縄/ISKAインターコンチネンタル ライトミドル級王者)が世界王座を奪取している。

### オリエンタルルール
ローキックは、脚のどの部分にも有効である。膝や足部位へのパッド等の着用は禁止。キックパンツの着用が義務。
膝蹴りは陰部などの反則部位以外へは、全て有効となる。
相手をコントロールし、動がある有効打をあて続ければ首相撲は許される。フリーノックダウン制。
最終ラウンドを除いて、ゴングに救われることはない。世界戦は男子が3分×5ラウンド、女子が2分×5ラウンドで行われる。
代表的、有名な歴代王座保持者は、那須川天心。

### ムエタイルール
膝による顔面攻撃有り、肘打ち有り。インターバルは、他のルール同様に1分。フリーノックダウン制。最終ラウンドを除いて、ゴングに救われることはない。世界戦はオリエンタルルール同様、男子が3分×5ラウンド、女子が2分×5ラウンドで行われる。

## 階級
- プロ男子全18階級。

| 階級名称             | 体重(キログラム / kg) | 体重(ポンド / lbs) |
| -------------------- | --------------------- | ------------------ |
| フライ級             | 53,5kg                | 117lbs             |
| バンタム級           | 53.3 - 55kg           | 117 - 121lbs       |
| フェザー級           | 55 - 57kg             | 121 - 125lbs       |
| スーパーフェザー級   | 57 - 59kg             | 125-129lbs         |
| ライト級             | 59 - 61kg             | 129 - 134lbs       |
| スーパーライト級     | 61 - 63.5kg           | 134 - 139lbs       |
| ライトウェルター級   | 63,3 - 65kg           | 139 - 144lbs       |
| ウェルター級         | 65 - 67kg             | 144 - 147lbs       |
| スーパーウェルター級 | 67 - 70kg             | 147 - 154lbs       |
| ライトミドル級       | 70 - 72.5kg           | 154 - 159lbs       |
| ミドル級             | 72,5 - 75kg           | 159 - 165lbs       |
| スーパーミドル級     | 75 - 78kg             | 165 - 171lbs       |
| ライトヘビー級       | 75 - 81.5kg           | 171 - 179lbs       |
| ライトクルーザー級   | 81,5 - 85kg           | 179 - 187lbs       |
| クルーザー級         | 85 - 88,5kg           | 187 - 194lbs       |
| スーパークルーザー級 | 88,5 - 95kg           | 194 - 209lbs       |
| ヘビー級             | 95 - 100kg            | 209 - 220lbs       |
| スーパーヘビー級     | +100kg以上            | +220ibs            |

- プロ 女子全12階級

| 階級名称             | 体重(ポンド / lbs) | 体重(キログラム / kg) |
| -------------------- | ------------------ | --------------------- |
| アトム級             | 48kg以下           | 105lbs以下            |
| ストロー級           | 48 - 50.5kg        | 105 - 111lbs          |
| フライ級             | 50.5 - 52kg        | 111 - 114lbs          |
| スーパーフライ級     | 52 - 53.5kg        | 114 - 117lbs          |
| バンタム級           | 53.5 - 55kg        | 117 - 121lbs          |
| フェザー級           | 55 - 57kg          | 121 - 125lbs          |
| スーパーフェザー級   | 57 - 59kg          | 125 - 129lbs          |
| ライト級             | 59 - 61kg          | 129 - 134lbs          |
| スーパーライト級     | 61 - 63,5kg        | 134 - 139lbs          |
| ライトウェルター級   | 63,5 - 65kg        | 139 - 143lbs          |
| ウェルター級         | 65 - 67kg          | 143 - 147lbs          |
| スーパーウェルター級 | 67 - 70kg以上      | 147 - 154lbs          |